# Sant Joan de Vilatorrada
Sant Joan de Vilatorrada ist eine katalanische Stadt in der Provinz Barcelona im Nordosten Spaniens. Sie liegt in der Comarca Bages.

## Städtepartnerschaft
- Limoux (Frankreich)

## Persönlichkeiten
- Meritxell Soler (* 1992), Langstreckenläuferin